# Атанас Стоев
Атанас Стоев е български музикант, композитор, текстописец, аранжор и певец. Създател и ръководител на оркестър „Канарите“.

## Биография
Атанас Стоев е роден на 2 декември 1944 г. в Чирпан. От дете свири на акордеон. Още от дете свири в Чирпанската гъдуларска група. През дългата си кариера заедно със създадения лично от него през 1974 г. оркестър „Канарите“ е сменил близо 20 класни инструменталиста. Автор е на музиката, текста и аранжимента на почти всички песни на оркестъра, а участва и вокално в повечето записи, които са издадени в многобройни компактдискове. Написал е повече от 250 песни. Многобройни са признанията, които Атанас Стоев печели през годините. Той е почетен гражданин на Чирпан, Пловдив и Първомай. През май 2015 г. в Чирпан с мащабен концерт Атанас Стоев празнува своя 70-годишен юбилей, на който присъстват над 6000 души. По време на 13 Годишни музикални награди на телевизия „Планета“ е отличен със специален приз за „Творческо дълголетие и успешна музикална кариера“ по повод неговата 70-годишнина, както и 50 години сценична дейност и 40 години от създаването на оркестър „Канарите“. Телевизия „Планета“ създава и филм от поредицата „Митове и легенди“ със заглавие „Атанас Стоев – музика с любов“.
Макар всички албуми и почти всички песни от репертоара на орк. „Канарите“ да са авторски на Атанас Стоев, през 2002 г. „Пайнер“ издава компактдиска „Любов моя“ с шлагерни песни, на който само Стоев е солист под съпровода на оркестъра.
Баща е на музикантите Стоян Стоев и Атанас Стоев – младши, които са част от оркестър „Канарите“.
През 2025 г. издава автобиографичната си книга „Моят живот. Пътища и веселие“.

## Дискография
- Цялата дискография на орк. „Канарите“.
- „Любов моя“ (2002) – албум с шлагерни песни